# Обезьянки в опере
«Обезьянки в опере» — шестой мультипликационный фильм из серии «Обезьянки», поставленный режиссёром Леонидом Шварцманом.
В фильме звучат песня в исполнении ансамбля «Машина времени» и фрагменты музыки Джузеппе Верди из оперы «Отелло».

## Сюжет
Пролог
В зоопарк приезжают молодожёны. Маленькие обезьянки шалят, попадая в кадр свадебных фотографий, поэтому Мама-обезьяна сажает их в клетку.
Основная часть
Тигр приглашает Обезьяну в оперу. Та соглашается, и оба удаляются в свои клетки, чтобы принарядиться. Между тем обезьянки удирают из своей клетки и запирают Тигра в платяном шкафу, а сами влезают в его смокинг и надевают сверху тигриную голову от манекена, — они готовы идти в оперу вместо Тигра.
Дают «Отелло». Но уже в фойе Обезьяна замечает, что Тигр «висит» на вешалке. Обезьянки сбегают в буфет, где они с восторгом и аплодисментами наблюдают, как поглощает пищу некий генерал. Мать забирает их, и они рассаживаются в зрительном зале. Гаснет свет, и мать теряет обезьянок из виду, а они уже завладели прожекторами, и весь зал видит ту самую пару молодожёнов, целующихся на балконе. Затем Малыш портит бинокль пожилой даме настолько, что она вместо представления видит жителей Сатурна. А на сцене уже идёт спектакль.
Тем временем Тигр выбирается на свободу.
Обезьянки добираются до режиссёрского пульта, и с молниеносной быстротой на сцене начинают меняться декорации: поле и идущие по нему трактора под песню «Марш трактористов», Мавзолей В. И. Ленина во время демонстрации с песней «Москва майская», дождь, снег. Затем режиссёр и малыш борются за кнопку звонка, поэтому зрители бегают от буфета до партера.
После антракта обезьянки проникают в гримёрку, где наблюдают, как гримёр мажет чёрной краской актёра — Отелло. Довольные, они нападают на Дездемону и мажут её чёрным гримом, после чего та убегает прочь из театра. Режиссёр срочно ищет ей замену, и выбирает Маму. Обезьянки в восторге.
И вот мавр начинает душить Дездемону. Обезьянки, спасая маму, бросаются на сцену. В итоге Отелло побеждён, Дездемона спасена, зрители аплодируют, занавес закрывается. Мама, с обезьянками на руках, осыпанная цветами, раскланивается со зрителями, и в этот момент в театр врывается полуголый Тигр. Тоже счастливый.

## Создатели
| автор сценария            | Григорий Остер                                                                         |
| кинорежиссёр              | Леонид Шварцман                                                                        |
| художники-постановщики    | Леонид Шварцман, Ольга Гвоздева                                                        |
| композитор                | Шандор Каллош                                                                          |
| кинооператор              | Людмила Крутовская                                                                     |
| звукооператор             | Борис Фильчиков                                                                        |
| художники-мультипликаторы | Виктор Арсентьев, Наталия Богомолова, Галина Зеброва, Дмитрий Куликов, Николай Козлов  |
| Художники:                | Анна Атаманова, Светлана Давыдова, Татьяна Зворыкина, Геннадий Морозов, Николай Козлов |
| ассистент режиссёра       | Елена Черёмушкина                                                                      |
| монтажёр                  | Ольга Василенко                                                                        |
| редактор                  | Наталья Абрамова                                                                       |
| директор съёмочной группы | Галина Волкова                                                                         |

Спонсор фильма — банк «Эскадо»